# مراد فكري صادق
مراد فكري صادق هو ممثل مصري وُلد بمحافظة القاهرة في 1 أكتوبر عام 1981، وتخرج من قسم الإخراج بالمعهد العالي للسينما، وهو ابن الممثل المصري فكري صادق.

## مسيرته الفنية
بدأ مراد فكري صادق مسيرته الفنية بالتمثيل في سن مبكرة جدا فظهر طفلًا في عدد من الأعمال التليفزيونية كان أولها مسلسل «الخلاص» في عام 1984، ثم شارك في فيلم زيارة السيد الرئيس في عام 1994. درس مراد فكري صادق الإخراج السينمائي في المعهد العالي للسينما وعاد للتمثيل بعدما كبر ليشارك في مسلسل يحيا العدل في عام 2002، ثُم توالت مُشاركاته في السينما والمسرح والدراما التليفزيونيّة بعد ذلك وكان من أبرز مشاركاته دوره في فيلم الألماني.

## أعماله

### الأفلام
- أفندينا: صدر في عام 2019.
- الخروج عن النص: صدر في عام 2018، وقام فيه بدور سيد مملكة.
- جدو نحنوح: صدر في عام 2018.
- قلب أسود: صدر في عام 2018، وقام فيه بدور حسوكة.
- عمارة رشدي: صدر في عام 2017.
- عمر الأزرق: صدر في عام 2017، وقام فيه بدور أروبا.
- هروب مفاجئ: صدر في عام 2017، وقام فيه بدور المعلم سيكا.
- جمهورية إمبابة: صدر في عام 2015، وقام فيه بدور كاباكا.
- سلاح التلاميذ: صدر في عام 2015.
- عزبة أبو حشيش: صدر في عام 2015.
- سالم أبو أخته: صدر في عام 2014، وقام فيه بدور خادم دولت.
- وش سجون: صدر في عام 2014، وقام فيه بدور سفينة.
- الألماني: صدر في عام 2012، وقام فيه بدور إيكا.
- شقاوة بنات شبرا: صدر في عام 2012، وقام فيه بدور ريكا.
- 18 يوم: صدر في عام 2011.
- مجنون أميرة: صدر في عام 2009، وقام فيه بدور لطفي.
- ماشيين بالعكس: صدر في عام 2008، وقام فيه بدور عامل بالقرية.
- زيارة السيد الرئيس: صدر في عام 1994، وقام فيه بدور طفل.

### المسلسلات التليفزيونية
- الفتوة: صدر في عام 2020.
- ولاد إمبابة: صدر في عام 2020، وقام فيه بدور حريقة.
- دنيا جديدة: صدر في عام 2015.
- ابن حلال: صدر في عام 2014، وقام فيه بدور سيد صرصار.
- أشجار النار: صدر في عام 2012.
- الهلالي سلالم: صدر في عام 2012.
- حارة خمس نجوم: صدر في عام 2012.
- الصيف الماضي: صدر في عام 2010.
- بالشمع الأحمر: صدر في عام 2010، وقام فيه بدور كرم.
- فؤش الجيل: صدر في عام 2009، وقام فيه بدور عاطف سرينة.
- في مهب الريح: صدر في عام 2009.
- 7 شارع السعادة: صدر في عام 2008.
- الهاي سكول: صدر في عام 2008، وقام فيه بدور إيهاب.
- دموع القمر: صدر في عام 2008.
- الفريسة والصياد: صدر في عام 2007.
- ساعة عصاري: صدر في عام 2007.
- قلب امرأة: صدر في عام 2007.
- نادي القلوب الجريحة: صدر في عام 2007.
- السفينة: صدر في عام 2006.
- حياتي إنت: صدر في عام 2006.
- الرقص مع الزهور: صدر في عام 2005، وقام فيه بدور الكتف.
- بابا في تانية رابع: صدر في عام 2005.
- ملاعيب شيحة: صدر في عام 2004.
- مسألة مبدأ: صدر في عام 2003.
- المرأة في الإسلام: صدر في عام 2003.
- خان القناديل: صدر في عام 2003.
- إمام الدعاة: صدر في عام 2002.
- قاسم أمين: صدر في عام 2002، وقام فيه بدور حسن.
- يحيا العدل: صدر في عام 2002.
- الخلاص: صدر في عام 1984، وقام فيه بدور أنيس الطفل.
- مرة واحد صاحبنا (سهرة تليفزيونية)
- كان يا ماكنشي

### المسلسلات الإذاعية
- لست وحدك: صدر في عام 2018.

### المسرحيات
- زقاق المدق: عُرضت في عام 2021.
- السيد ملطشة: عُرضت في عام 2014.
- لسة فيه أمل: عُرضت في عام 2010.

### البرامج
- من الحياة.

## روابط خارجية
- صفحة الممثل على موقع قاعدة بيانات الأفلام العربية